# IDN

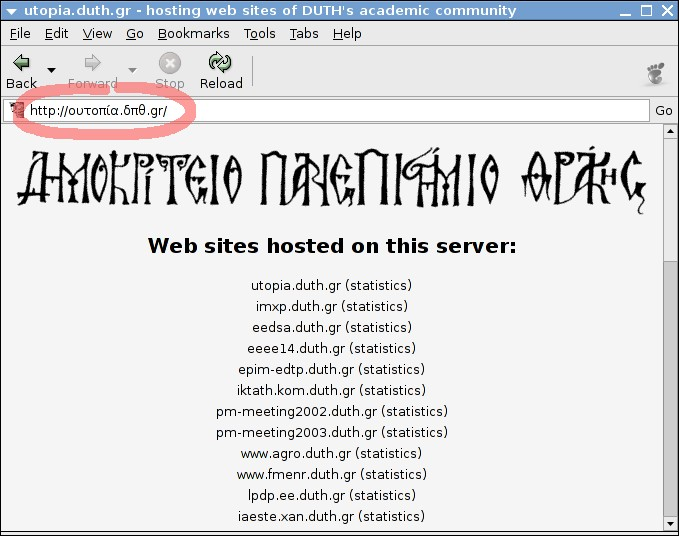
Приклад грецького IDN з доменним ім'ям, написаним не латинською: ουτοπία.δπθ.gr

Інтернаціоналізовані доменні імена (англ. IDN; Internationalized Domain Names) — доменні імена, що пристосовані до національних абеток, як-от арабської, деванаґарі, івритової, кириличної, китайської або латинської з діякритиками або лігатурами (наприклад, французька). Інтернаціоналізовані доменні імена зберігаються в Доменній системі імен (DNS) як рядки ASCII із застосуванням транскрипції Punycode.

## Історія
Спочатку Інтернет, який зародився в США, був орієнтований на англомовних користувачів. Тому створена в 1984 році система доменних імен допускала використання всього 37 символів в кодуванні ASCII (American Standard Code for Information Interchange): букв англійського алфавіту a-z, арабських цифр 0-9 і дефіс.
У 1990-х роках Інтернет поширився по всьому світу і став доступний в державах, для мешканців яких англійська мова не є рідною.
У першу чергу необхідність надати користувачам можливість написання доменів рідною мовою виникла в країнах азійського й тихоокеанського регіонів, де проживає близько двох третин всього населення планети. Саме ієрогліфічна система письма принципово відрізняється від європейських мов, і серйозні труднощі з використанням англійського алфавіту населенням цих країн вперше поставили питання про необхідність доопрацювання системи доменних імен.
Підготовча робота з впровадження доменних імен, що складаються з символів національних алфавітів (Internationalized Domain Names — IDN) почалася в Міжнародній інтернет-корпорації ICANN (Internet Corporation for Assigned Names and Numbers) в 1999 році. Тоді в рамках підрозділу IETF, який входить до структури ICANN, з'явилася спеціальна робоча група, яка в 2003 році представила технічну специфікацію IDN.
Згідно з розробленими стандартами, багатомовне доменне ім'я, яке користувач вводить в адресному рядку, автоматично перетворюється браузером в символи, що відповідають кодуванню ASCII і допустимі до використання в традиційній системі DNS. Перетворене доменне ім'я забезпечується спеціальним префіксом «xn--», що свідчить про те, що воно складено з символів національних алфавітів.
Технічна специфікація IDN, розроблена IETF, була затверджена корпорацією ICANN в березні 2003 року, а в червні того ж року почалося розгортання системи багатомовних доменних імен.
Раніше за всіх до впровадження IDN приступили у Китаї («.cn»), Японії («.jp») і на Тайвані («.tw»). У 2004 році реєстрація доменів на національних мовах почалася в зонах «.pl» (Польща) та «.de» (Німеччина). У 2005 році до списку доменних зон, що підтримують IDN, приєднався домен «.org». Також реєстрація доменних імен з використанням національних символів станом на 2010 допускається в зонах «.com», «.net», «.biz», «.info», і в цілій низці ccTLD-доменів, наприклад, «.kr» (Південна Корея), «.at» (Австрія) і «.lt» (Литва).
У грудні 2005 року корпорація ICANN підбила перші підсумки впровадження IDN. Зокрема, було вирішено опрацювати питання про можливість створення нелатинських доменів верхнього рівня для того, щоб користувачам не потрібно перемикати розкладку клавіатури в процесі набору доменного імені.
З жовтня 2007 року почалося тестування IDN верхнього рівня. Аналог домену Example.test став доступний користувачам 11 національними мовами: арабською, грецькою, гінді, їдишем, традиційною й спрощеною китайською, перською, російською, тамільською та японською.
Підсумки експерименту були визнані успішними і на Паризькій конференції ICANN, яка відбулася в червні 2008 року, було ухвалено рішення про введення ряду доменних зон на національних мовах за процедурою Fast Track.
Fast Track — це процес, що дає змогу в прискореному режимі ввести обмежену кількість багатомовних доменів верхнього рівня (IDN). Після впровадження IDN користувачі зможуть зареєструвати доменне ім'я, повністю написане символами рідної мови. Взяти участь у цій програмі можуть всі країни і території, державна мова яких заснована на письмі, що відрізняється від латинського.
30 жовтня 2009, на 36-й міжнародній конференції корпорації ICANN, що проходить в Сеулі (Південна Корея), була затверджена фінальна процедура Fast Track. Україна, Болгарія, Китай, Південна Корея, Росія, Японія і інші країни отримали можливість подати заявки на реєстрацію та делегування нових національних доменів.
21 січня 2010 ICANN затвердив перші чотири домени на національних мовах — Єгипту, Об'єднаних Арабських Еміратів, Росії та Саудівської Аравії.
Український мережевий інформаційний центр, маючи повноваження від уряду України, 16 листопада 2009 подав в ICANN заявку на реєстрацію національного кириличного домену «.укр».
Передбачається, що більшість заявок будуть на китайські й арабські доменні імена. Інтернет-адреси на інших мовах повинні були з'явитися до середини 2010 року.
Доменні імена з символами кирилиці вперше почали реєструвати в доменах «.net» і «.com» ще в 2001 році, щоправда, в тестовому режимі. Як відзначають в ICANN, введення нової системи інтернет-адрес стане найзначнішою зміною в глобальній мережі з моменту її появи.

## Виноски
1. ↑  First IDN ccTLDs Requests Successfully Pass String Evaluation. www.icann.org. Процитовано 29 жовтня 2023.